# Calle de los Latoneros
La calle de los Latoneros es una vía pública de la ciudad española de Madrid, situada en el barrio de Sol, distrito Centro.

## Descripción
La vía discurre desde la calle de Toledo hasta la plaza de Puerta Cerrada. El título, con el que ya figuraba en el plano de Espinosa, es de origen popular. Aparece descrita en Las calles de Madrid (1889) de Hilario Peñasco de la Puente y Carlos Cambronero con las siguientes palabras:

Latoneros. Desde la calle de Toledo á Puerta Cerrada. En el plano de Texeira aparece, pero sin denominación; en el de Espinosa con el actual. Se conservan antecedentes de construcciones particulares desde 1781. Viene el nombre de las tiendas de latoneros que había en la calle.
(Peñasco de la Puente y Cambronero, 1889, p. 289)